# Zgrada, Tomislavov trg 10 (Samobor)
Zgrada na Tomislavovom trgu 10, građevina u mjestu i gradu Samobor, zaštićeno kulturno dobro.

## Opis
Stambeno - poslovna uglovnica nalazi se na Trgu kralja Tomislava 10 u središtu Samobora. Definira zapadni ugao Ulice sv. Ane i glavnog trga. To je jednokatna klasicistička građevina s dvostrešnim krovištem podignuta u prvoj polovici 19. stoljeća. Unutrašnje prostorije organizirane su unutar pravokutne tlocrtne osnove. U prizemlju su sačuvani pruski svodovi između segmentnih lukova, dok prostorije kata imaju drvene grednike ožbukanog podgleda. Posebnu vrijednost kuće čini oblikovanje začelja duž kojeg se proteže djelomično ostakljen ganjčec, konzolno istaknut iznad potoka Gradne. Najistočnija je i najstarija u nizu od šest reprezentativnih kuća smještenih na južnoj strani Trga.

## Zaštita
Pod oznakom Z-4724 zaveden je kao nepokretno kulturno dobro - pojedinačno, pravna statusa zaštićena kulturnog dobra, klasificirano kao "profalna graditeljska baština".